# Parc d'État de Florence Marina
Le parc d'État de Florence Marina est un parc d'État de Géorgie (États-Unis) situé à proximité d'Omaha, sur la rive est du lac Walter F. George. Il est connu pour son port de plaisance en eaux profondes et ses sports nautiques tels que la pêche et le ski nautique. Le parc attire également les observateurs d'oiseaux pour voir des hérons, des aigrettes et, éventuellement, des pygargues à tête blanche. Le parc abrite le centre d'interprétation Kirbo, qui informe les visiteurs sur les Amérindiens aux États-Unis et expose des serpents, des tortues, des poissons et d'autres objets façonnés de la préhistoire au début du XXe siècle. Situé à seulement 16 km au sud-est du parc, se trouve l'aire de loisirs en plein air de Providence Canyon State.

## Historique
Le parc se trouve sur le site de la ville frontalière de Florence, qui s'appelait à l'origine Liverpool, d'après la ville portuaire anglaise. Florence était une ville prospère avec un pont couvert la reliant à l'Alabama, un journal, une banque et un hôtel. La ville a commencé à décliner après qu'une inondation ait emporté le pont en 1846 et qu'elle fut contournée par le chemin de fer. Florence fut officiellement constituée en ville de 1837 à 1995.

## Installations[3]
- 39 emplacements de tentes / remorques / camping-car
- 7 cottages
- 2 terrains de jeux
- 1 abri de groupe
- 1 abri de pique-nique
- Terrain de tennis

## Événements annuels
- Noël sur le lac (décembre)
- Chasse aux œufs de Pâques (Pâques)